# Trinidad y Tobago en los Juegos Olímpicos de Múnich 1972
Trinidad y Tobago estuvo representada en los Juegos Olímpicos de Múnich 1972 por un total de 20 deportistas que compitieron en 4 deportes.  
El portador de la bandera en la ceremonia de apertura fue el atleta Hasely Crawford. El equipo olímpico de Trinidad y Tobago no obtuvo ninguna medalla en estos Juegos.